# Cantonul Taverny
Cantonul Taverny este un canton din arondismentul Pontoise, departamentul Val-d'Oise, regiunea Île-de-France, Franța.

## Comune
- Bessancourt
- Béthemont-la-Forêt
- Chauvry
- Frépillon
- Taverny (reședință)